# Anisopodus melzeri
Anisopodus melzeri là một loài bọ cánh cứng trong họ Cerambycidae.